# Cadillac Series 70
O Cadillac Series 70 é um automóvel sedan de grande porte da Cadillac.